# Håkan Sandberg
Håkan Sandberg (Ludvika, 27 luglio 1958) è un allenatore di calcio ed ex calciatore svedese.

## Carriera

### Giocatore

#### Club
Sandberg cominciò la carriera con la maglia dell'Örebro. Si trasferì poi al Göteborg, prima di emigrare in Grecia ed indossare le casacche di AEK Atene ed Olympiacos. Ritornò poi in patria, per militare nelle file del GIF Sundsvall.

#### Nazionale
Conta 13 presenze e 3 reti per la Svezia.

### Allenatore
Dal 1997 al 1998, fu allenatore dei norvegesi del Tromsø. Nel 2000 ricoprì il medesimo incarico al Fredrikstad.

## Palmarès
- Allsvenskan: 3

IFK Göteborg: 1982, 1983, 1984
- Svenska Cupen: 2

IFK Göteborg: 1982, 1983

### Coppe internazionali
- Coppa UEFA: 1

IFK Göteborg: 1981-1982